# Schoenocaulon jaliscense
Schoenocaulon jaliscense es una especie de planta que pertenece a la familia Melanthiaceae.

## Clasificación y descripción
Esta planta es una herbácea perenne (siempre verde); mide de (2-) 3-5,5 (-7) cm de longitud, con un diámetro de 1,7-4 cm, la base de la planta esta cubierta por una capa de fibras delgadas a coriáceas de color castaño a pardo oscuro, su rizoma es truncado (los rizomas son tallos subterráneos con varias yemas que crecen de forma horizontal emitiendo raíces y brotes herbáceos de sus nudos. Presenta de 3-8 hojas, miden (11-) 24-130 cm de longitud y 3,3-7 (-8) mm de ancho, son de color verde grisáceas, más cortas que el escapo (el escapo es el tallo florífero alargado que nace de un bulbo o de un rizoma se encuentra desprovisto de hojas). El escapo mide de 53-140 cm de largo y 1,2-4,5 (-8) mm de diámetro es de color verde a verde-púrpura. Las flores se arreglan en inflorescencia de 10-53 cm de longitud con 50-320 flores, flores sésiles, con forma de campana, sus brácteas miden de 1,4-2,5 mm de longitud y 1,3-2,8 mm de ancho; nectarios en una depresión esférica, los tépalos continúan elongándose hasta 2,2-3,2 mm de longitud; filamentos sobrepasando a los tépalos, de color blanco, después de la antesis 3,7-4,5 mm de longitud, magenta brillantes, estilos 3, 1,6-2,5 mm de longitud, 1,1-1,5 mm de diámetro, verdes, con la edad púrpuras. cápsulas, 8-12 mm de longitud, 3,5-5 mm de diámetro, estrechamente a anchamente elipsoides. Semillas de 5-7 mm de longitud, 1-2 mm de diámetro, de color pardo dorado a castaño.
Existen dos variedades que se reconocen por las siguientes características: S. jaliscense var. jaliscense Greenm., 1907. Plantas relativamente grandes y robustas, la inflorescencia usualmente mayor de 24 cm de largo; flores pediceladas y floración de junio a octubre. S. jaliscense var. regulare (Brinker) Frame. Plantas relativamente pequeñas y delicadas, la inflorescencia no mayor a 20 cm de largo; flores sésiles y floración de noviembre a febrero.

## Distribución y ambiente
Esta especie que crece en colonias o grupos. Se reporta la existencia de una población disyuntiva de S. jaliscense var. jaliscense en la parte centro-sur de San Luis Potosí. La época de floración de la variedad regular, difiere del resto de las especies de S., lo que puede estar determinado por las características y condiciones climáticas existentes en las montañas de la vertiente del Pacífico en el oeste de Jalisco, área donde se distribuye la especie.  S. jaliscense var. regulare, crece entre los 850 y 2000 m s. n. m., en pastizales, al pie de las laderas o en bosques de encino, pino-encino o pino, sobre rocas graníticas en Jalisco.
Macroclima: Habitan en climas templados; en altitudes de 1800-2500 m s. n. m. (S. jaliscense var. jaliscense) y 850-2000 m s. n. m. (S. jaliscense var. regulare). 
La distribución señala el país de México, el estado de Jalisco; Guadalajara y San Luis Potosí. Jalisco en los municipios de Talpa, Cabo corrientes y Sierra de manantlán. S. jaliscense var. jaliscense Greenm. en los municipios de Tapalpa, Guadalajara.

## Estado de conservación
Especie endémica de distribución restringida; la sobrevivencia de la especie esta estrechamente relacionada con la conservación de sus hábitats. El uso potencial de las semillas para la elaboración de insecticidas, representa un grave riesgo para la especie. Existen pocas colecciones e incompletas. La especie crece en la Reserva de la Biosfera Sierra de Manantlán. Las plantas enteras son venenosas, particularmente las semillas que contienen un potente alcaloide utilizado para la producción de insecticidas, no se conocen dispersores de las semillas. Esta especie tiene una categoría de Protección Especial (Pr) según la NOM-059-ECOL-2010.